# Ludy wołżańsko-fińskie
Ludy wołżańsko-fińskie (t. ludy wołżańskie) – grupa ludów wspólnego pochodzenia, posługujących się językami wołżańsko-fińskiej grupy ugrofińskiej gałęzi uralskiej rodziny języków. W skład grupy wchodzą dziś tylko dwa narody: Maryjczycy i Mordwini, przy czym ci ostatni rozpadają się na dwa odłamy zróżnicowane językowo, kulturowo i antropologicznie: moksza i erzja. Ludy wołżańsko-fińskie mieszkają nad środkową Wołgą i Kamą, od Oki na zachodzie do Biełej na wschodzie. Maryjczyków jest obecnie około 0,6 mln, Mordwinów – około 1,05 mln. Ludy te mają dwie narodowe republiki-podmioty Federacji Rosyjskiej: Mari El i Mordowię, ale stanowią w nich tylko po około 40% ludności. Ludy wołżańsko-fińskie żyją bowiem w rozproszeniu wśród Rosjan, Tatarów i Czuwaszy.
Ludy wołżańsko-fińskie wyodrębniły się w I tysiącleciu p.n.e. ze wspólnoty Finów bałtycko-wołżańskich, powstałej po rozpadzie wspólnoty fińsko-permskiej. Do zróżnicowania poszczególnych ludów wołżańsko-fińskich doszło prawdopodobnie już w połowie I tysiąclecia n.e. Od VIII do XIII wieku ludy wołżańsko-fińskie pozostawały pod intensywnym wpływem tureckich Bułgarów Nadwołżańskich i ich państwa. Po najeździe mongolskim w XIII wieku tereny osadnictwa wołżańsko-fińskiego znalazły się na granicy wpływów ruskich (moskiewskich) i tatarskich (Chanatu Kazańskiego). Od połowy XVI wieku wchodziły w skład Rosji. Od tego czasu datuje się feudalizacja, chrystianizacja i intensywna rusyfikacja tych ludów. Ostatnie bunty chłopskie na tych terenach miały miejsce jeszcze pod koniec XIX wieku.
Do ludów wołżańsko-fińskich należały również liczne plemiona zamieszkujące wschodni skraj Niżu Wschodnioeuropejskiego, które zanikły już w czasach historycznych, głównie wskutek asymilacji przez Rosjan. Źródła historyczne wymieniają wśród nich takie ludy, jak Meria, Mieszczera, Murom. Do dziś przetrwały również dwa plemiona mordwińskie, które w toku dziejów utraciły swą wołżańsko-fińską tożsamość i język, ulegając akulturacji do sąsiednich żywiołów: Terjuchanowie i Karatajowie. Pierwsi pod koniec XVIII wieku całkowicie przeszli na język rosyjski, zachowując wiele elementów swej kultury, drudzy przyswoili sobie język tatarski, jednak ich dialekt wskazuje na pochodzenie mordwińskie.